# Tanaostigmodes cajaninae
Tanaostigmodes cajaninae is een vliesvleugelig insect uit de familie Tanaostigmatidae. De wetenschappelijke naam is voor het eerst geldig gepubliceerd in 1985 door LaSalle.